# World Financial Center

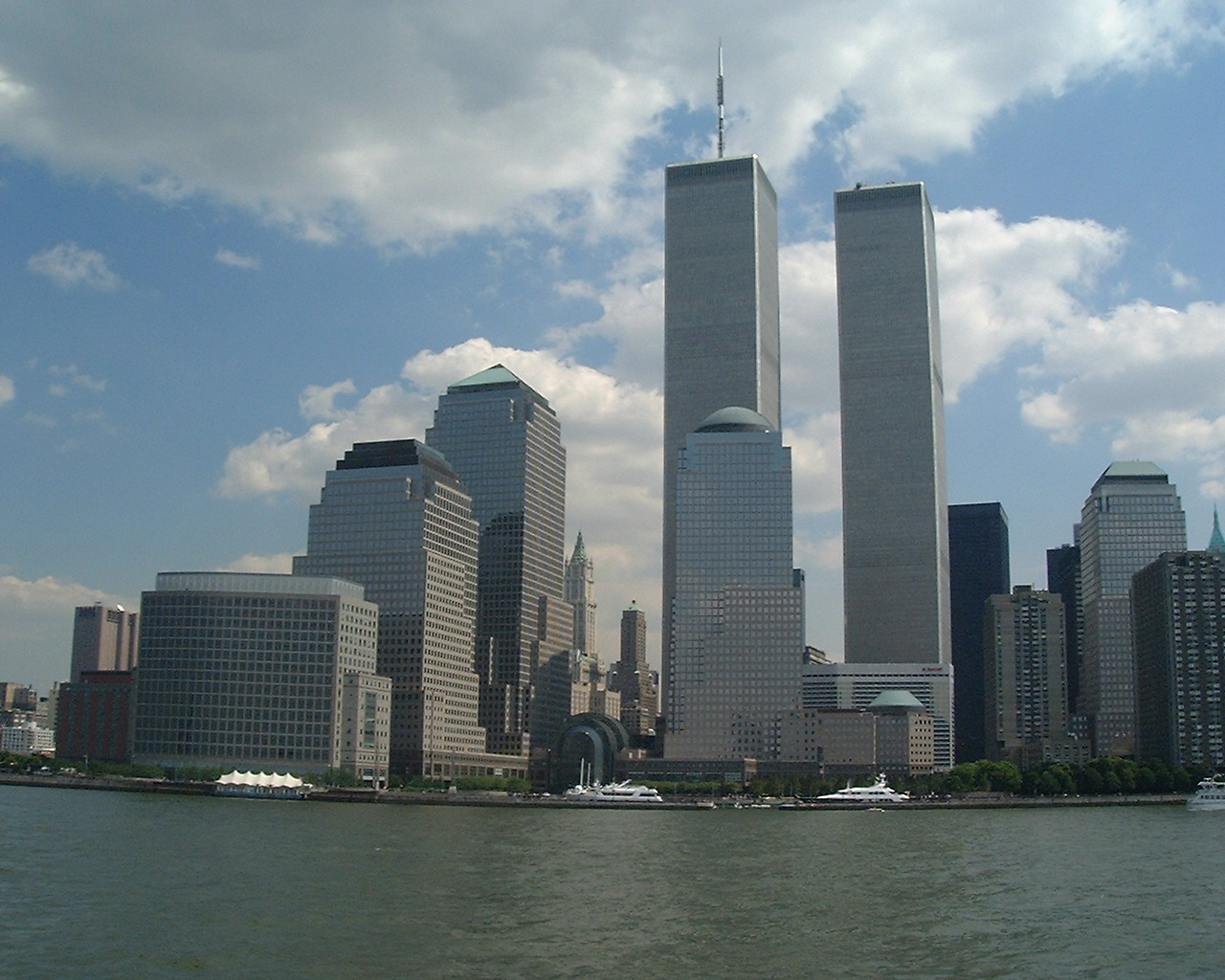
Vista del complesso del World Financial Center prima dell'11 settembre 2001

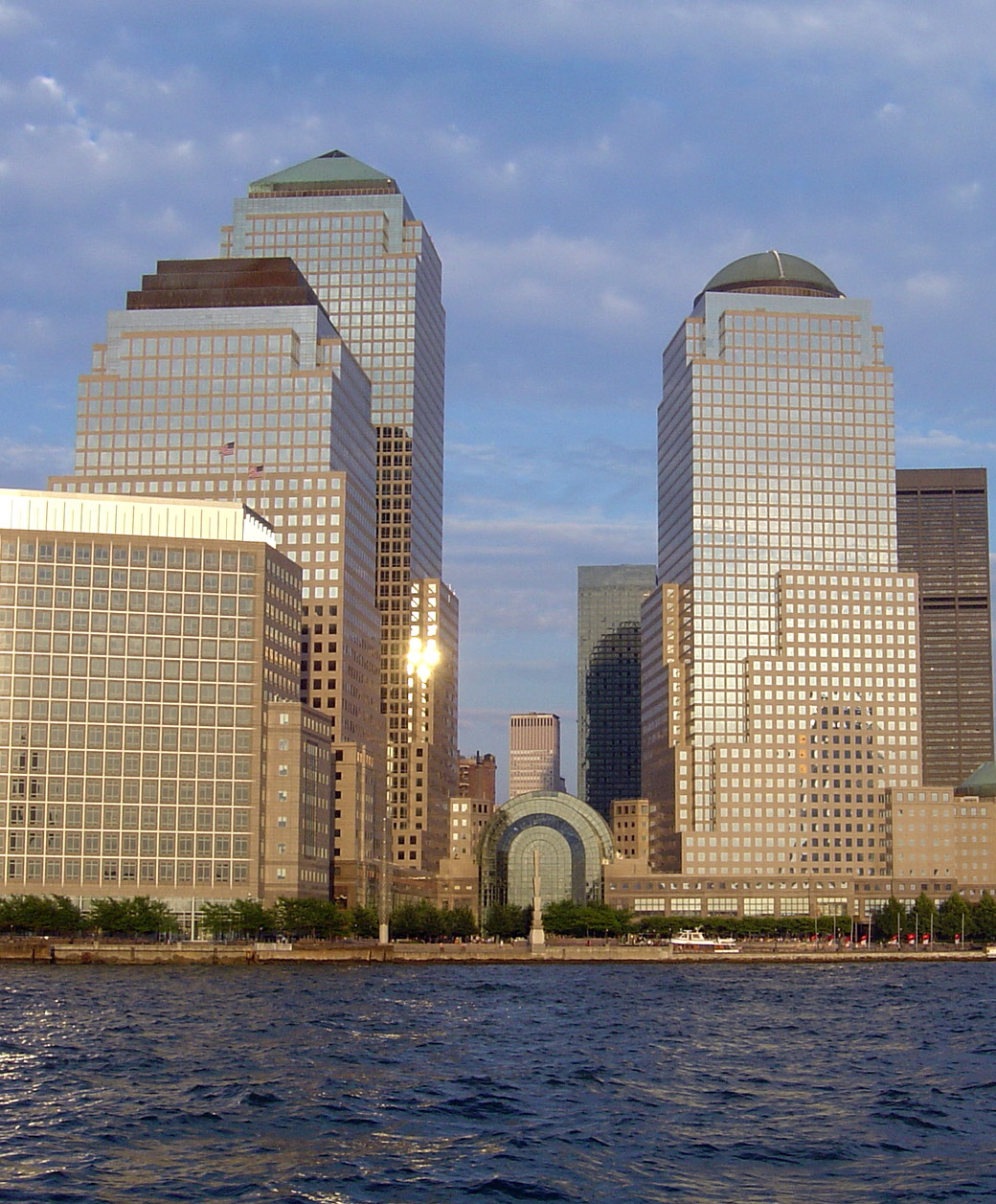
Il World Financial Center

Il World Financial Center di New York è il secondo centro finanziario più importante della metropoli. È costituito da cinque edifici di media altezza (200 m circa) e si trova nella parte più meridionale di Manhattan (Lower Manhattan), di fronte al World Trade Center. Il complesso si trova in West Street ed è letteralmente situato al di sopra del fiume Hudson. È sede di uffici di numerose compagnie, tra cui American Express, Dow Jones e Merrill Lynch. È di proprietà della Brookfield Properties, una filiale di Brookfield Corporation, ad eccezione degli uffici della American Express, i quali sono di proprietà diretta della società stessa.

## Il complesso

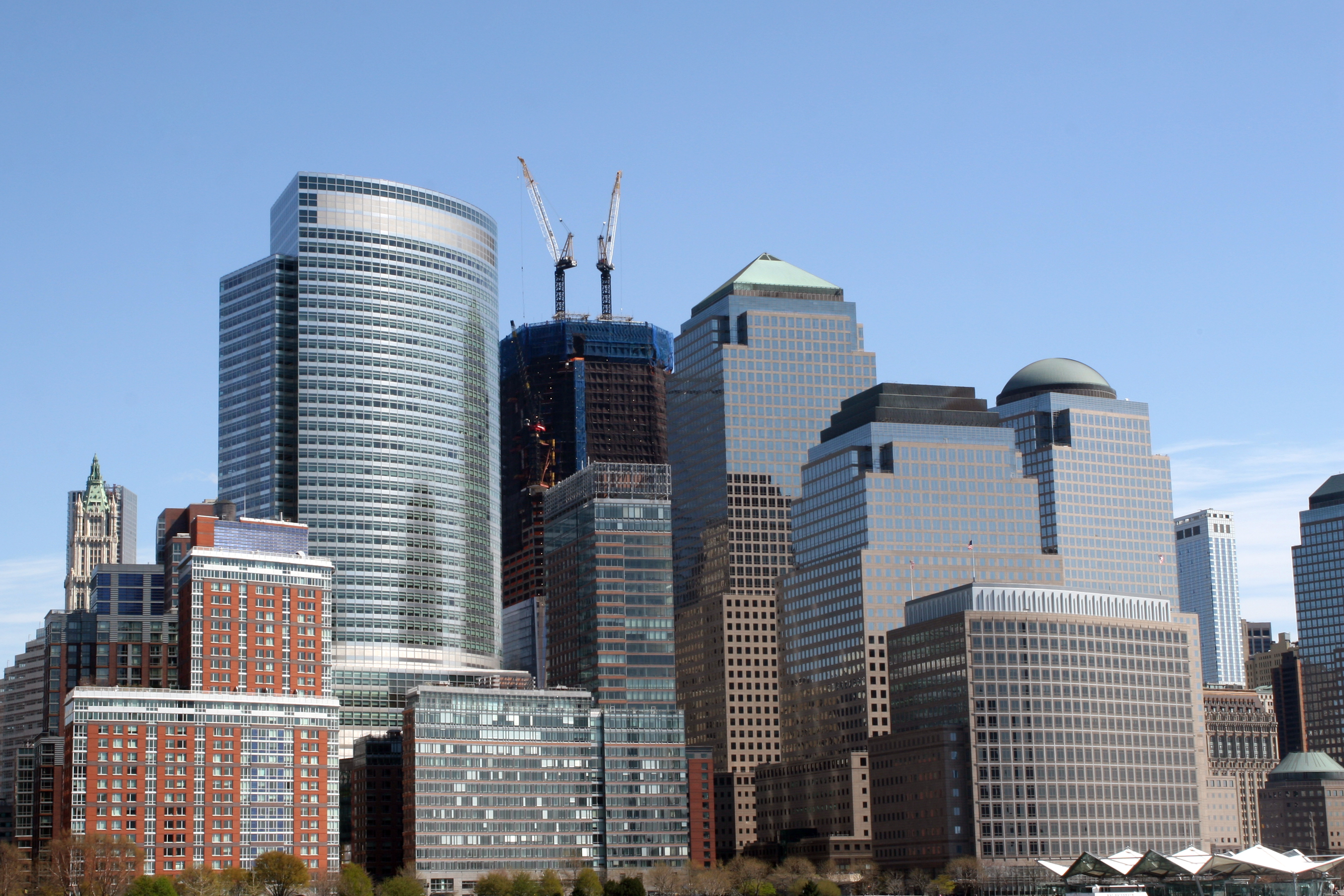
Il WFC e la Goldman Sachs Tower nel 2011 con dietro il One World Trade Center in costruzione

I palazzi che compongono il complesso vennero costruiti nella seconda metà degli anni ottanta; furono danneggiati negli attentati dell'11 settembre 2001, che portarono alla distruzione dell'adiacente complesso del World Trade Center. 
In particolare, il Two WFC e Three WFC riportarono i danni più gravi, ma furono restaurati e riaperte al pubblico dopo qualche mese. 
Inoltre, il complesso comprende anche il Winter Garden Atrium (lett. "giardino d'inverno"), anch'esso criticamente danneggiato dal crollo delle torri gemelle e sostanzialmente ricostruito e riaperto nel 2002.
Recentemente lo storico nome del complesso è cambiato in "Brookfield Place".

## Edifici
One World Financial Center (1986) 
- Altezza 176 metri, 40 piani
- Indirizzo: 200 Liberty Street
- Area Calpestabile: 151.000 m2

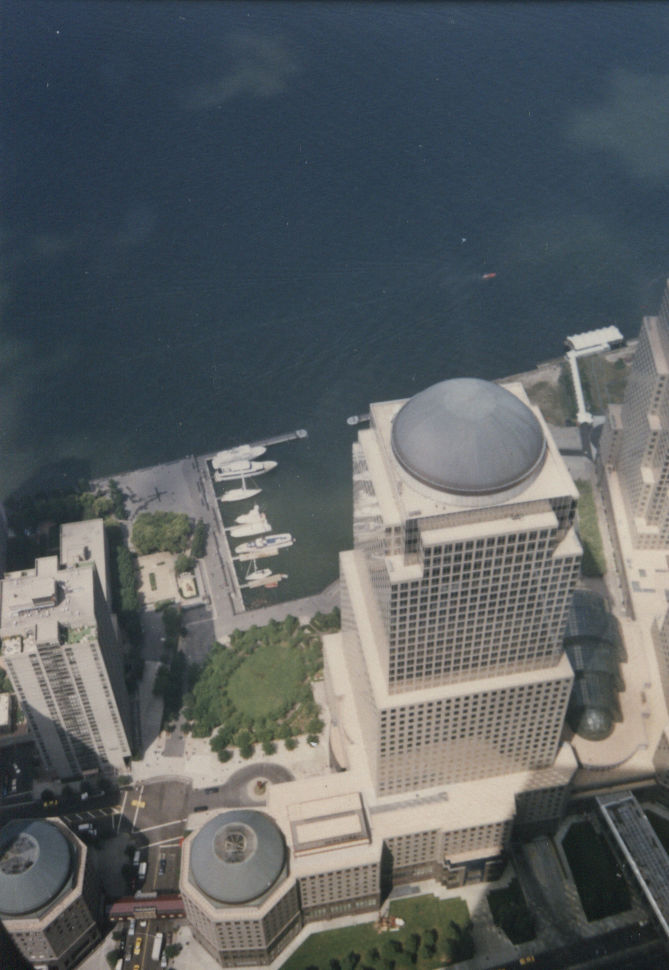
Il Two WFC visto dalla Torre sud del World Trade Center.

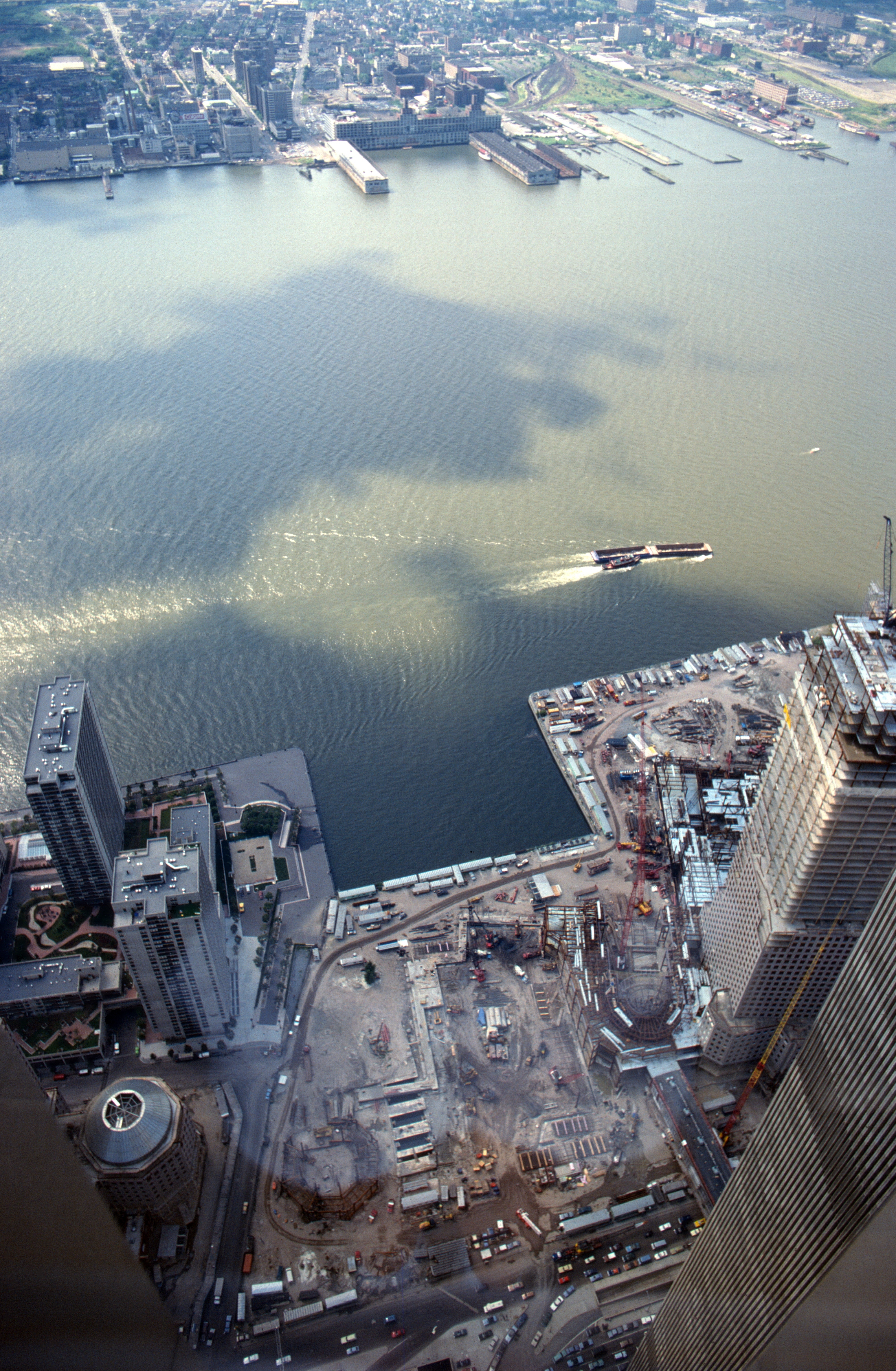
Il Two WFC in costruzione fotografato nel 1984 dalla Torre Nord del World Trade Center

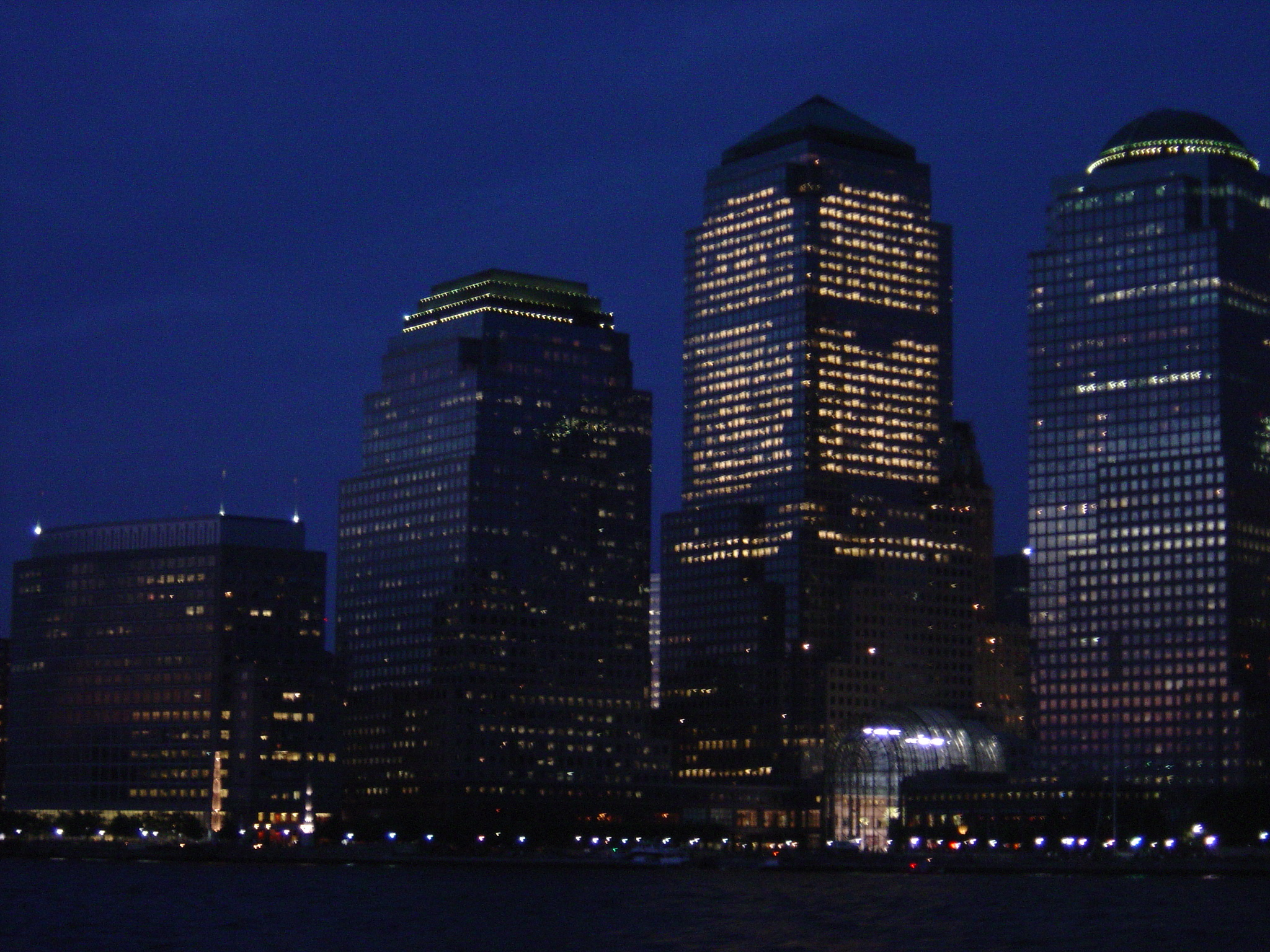
(da destra) Il WFC 3, 4 e il NYMEX.

- Tetto: piazza, pendenza superiore
- Affittuari 
  - Cadwalader, Wickersham e Taft
  - Deloitte & Touche
  - Dow Jones & Co
  - Fidelity Investments
  - Lehman Brothers
  - National Financial Services
  - Richards Kibbe & Orbe LLP
  - Willis (New York)
  - AIG Royal Alliance, Inc

 Two World Financial Center (1987) 
- Altezza 197 metri, 44 piani
- Indirizzo: 225 Liberty Street
- Area calpestabile: 231.000 m2
- Tetto: cupola rotonda
- Affittuari 
  - Commerzbank
  - Deloitte & Touche
  - Merrill Lynch
  - Nomura Group
  - State Street Corporation
  - Thacher Proffitt & Wood, LLP.

 Three World Financial Center (1985) 
- Altezza 225 metri, 51 piani
- Indirizzo: 200 Vesey Street
- Area calpestabile: 111.000 m2
- Tetto: piramide
- Affittuari 
  - American Express (proprietaria dello stabile)
  - BearingPoint
  - Generation Computer Solutions Inc
  - Morgan & Finnegan, LLP (diritto di proprietà intellettuale impresa di lusso)
  - Securities and Exchange Commission

 Four World Financial Center (1986) 
- Altezza 152 metri, 34 piani
- Indirizzo: 250 Vesey Street
- Area Calpestabile: 167.000 m2 (1.800.000 ft2)
- Tetto: piazza
- Affittuari 
  - Merrill Lynch 100%
  - Brookfield Asset Management (proprietaria dello stabile)

 Winter Garden Atrium (1988) 
- Cupola di vetro padiglione alloggi varie piante, alberi e fiori, anche aree commerciali, bar (situato tra gli edifici 2 e 3). Ricostruito dopo gli attacchi terroristici dell'11 settembre 2001.
- Area calpestabile: 27.000 m²
- Area affittabile: 27.000 m2
- Affittuari 
  - Ann Taylor
  - Banana Republic (azienda)
  - Eckerd
  - The Gap
  - Hallmark (azienda)
  - Starbucks

 Grattacielo NYMEX (1997) 
- 16 piani
- Indirizzo: 1 North End Avenue
- Area calpestabile: 46.000 m2
- Affittuari 
  - NYMEX - New York Mercantile Exchange
  - NYBOT - New York Board of Trade

## Curiosità
L'intero complesso sorge su un lembo di terra artificiale precedentemente occupato dalle acque. In alcuni scatti degli anni '70 e '80 del XX secolo è possibile scorgere le torri gemelle del World Trade Center a pochi metri dalle rive del fiume Hudson dove adesso sorge il World Financial Center.